# Lánzsér
Lánzsér (németül: Landsee) Sopronszentmárton településrésze, egykor önálló község Ausztriában, Burgenland tartományban, a Felsőpulyai járásban.

## Fekvése
Felsőpulyától 18 km-re északnyugatra, a Répce partján fekszik. Az itteni három hegycsúcs közül (Klosterberg, 745 m, Heideriegel, 659 m) a középső, a 627 m-es Várhegy a legalacsonyabb. A valamivel távolabb északra elnyúló Pál-hegy 761 méterével a legmagasabb. Ez a négy hegy alkotja a Lánzséri-hegyeket. A Pál-hegy egyébként a történelmi Sopron-vármegye legmagasabb pontja.

## Nevének eredete
Neve a német Landesehre (= az ország becsülete) kifejezésből származik.

## Története
Bár a göttweigi apátság egyik oklevele alapján már 1158-ban lehet legalább egy lakótorony létére következtetni, egyes vélemények szerint a várat 1173-ban építtette az Erchinger család. Más vélemény szerint II. András király egyik szentföldi kísérője, majd az ország nádora a Szák nemzetségbeli Bárcz fia Miklós építtette a szentföldi lovagvárak mintájára. Mivel fia Herránt magister 1250 körül fiú örökös nélkül halt meg a vár a királyra szállt. 1263-ban IV. Béla király főasztalnokmesterének az Aba nembeli Lőrincnek adta. Ekkor említi először oklevél "Castrum Laanser" alakban. Ezután a 15. századig utódaié az Athinai családé volt. A család utolsó sarja, hogy birtokai ne szálljanak a királyra 1425-ben a Garayaknak adta. A Garayak tulajdonjogát azonban a Nagymartoni grófok nem ismerték el. 1445-ben, miután a Nagymartoni grófoktól zálogba kapta VI. Albert osztrák herceg foglalta el, majd tőle III. Frigyes német-római császáré lett annak ellenére, hogy a magyar király mindvégig a Garayakat ismerte el birtokosoknak. 1482-ben Garay Jób halála után Hunyadi Mátyás hívének Grafenecker Ulriknak adta. 1506-ban Weisspriach Zsigmond soproni főispán szerezte meg, majd tőle 1548-ban Teufel Erasmus vásárolta meg. Az új birtokos 1552-ben a palásti csatában török fogságba esett és Konstantinápolyban lefejezték.
A vár 1508 és 1524 közötti történetéhez tartozik az ún. „lánzséri viszály”. Weißpriach Ulrich halála után özvegye Gertraud ugyanis nem engedelmeskedett II. Ulászló parancsának a vár átadására, hanem rablóvezéreket fogadott a szolgálatába. A rablások és zsarolások fő elszenvedője Sopron városa volt, melynek kereskedőit a rablók rendszeresen megkárosították. A király erre Sopron városkapitányát Trenka Györgyöt bízta meg soproni fegyveresekkel a vár bevételével. Az ostromra végül nem került sor, mert a viszálynak Gertraud asszony fogságba ejtése, majd hároméves fogva tartása véget vetett. II. Lajos király és Ferdinánd főherceg pedig megállapodtak abban, hogy vegyes bizottság vizsgálja ki és kezelje a határ mindkét oldalán elterjedt erőszakoskodásokat. Lánzsér végül Weißpriach János tulajdonába került
1553-ban a birtokot Oláh Miklós esztergomi érsek vásárolta meg. 1561-ben unokaöccse Császár Miklós kapta ajándékba, azután pedig házasság révén Dersffy Ferenc lett a birtokosa. Miután 1612-ben Dersffy Orsolya Esterházy Miklós felesége lett 1624-ben a vár is Esterházy birtok lett, akik ezzel a házassággal alapozták meg későbbi nagy vagyonukat. Az új birtokos a szűk, kényelmetlen középkori várat több évtized alatt 1668-ra korszerű, erős és tágas erődítménnyé építtette át. 1620-ban Bethlen Gábor hadait már könnyűszerrel verte vissza megmentve ezzel a nádor itt őrzött kincseit. A Rákóczi-szabadságharc idején 1707-ben osztrák katonaság szállta meg, ekkor július 12-én robbant fel a lőportorony. Még helyreállították, de 1790. június 30-án egy tűzvész ismét elpusztította. Azóta rom. A várheggyel szemben levő 659 m magas sziklán volt a fellegvár, melyből csak a falak maradványai látszanak.
A vár alatti település keletkezése valószínűleg szorosan kötődik a várhoz. Nevét valószínűleg a vár első uráról kapta, akit 1158-ban göttweigi apátság egyik oklevelében Gotscalcus de Landeshere néven említenek. Az 1675-ös urbáriumban nevét "Leánzír"nak írják és abból származtatják, hogy birtokosai a 17. század elején kétszer is leányágon jutottak a zsíros jövedelemhez. Ez azonban csak későbbi belemagyarázás. Bár keletkezése az idő homályába vész, 1420-ban már vámja volt, 1482-ben pedig már vásártartási joggal rendelkező mezőváros volt. Ez a rang azonban valószínűleg elsősorban nem magának a településnek, hanem várának és urának köszönhető. A település a 17. században egy ideig a Szentmiklós nevet is viselte, mely nevet a vár közelében álló kápolnájának védőszentje után kaphatta. 1640-ben az urbárium szerint Viránnyal együtt 21 háza és a becsélés szerint mintegy 150 lakosa volt. 1675-ben 20 telkes jobbágy és 10 zsellércsalád élt itt. 1785-ben 71 házában 447 lakos élt.
A várheggyel szomszédos Szent Mihály-hegyen a mai Klosterbergen 1700-ban Esterházy Pál nádor kamalduli kolostort alapított, de 1782-ben a szerzetesrendek feloszlatásakor a barátoknak is el kellett hagyniuk és gondozás hiányában az enyészeté lett. Berendezését nagyrészt a mezőváros Szent Mihály templomába szállították át, mely 1804-től lett önálló plébániatemplom.
Fényes Elek szerint " Lánzsér, német falu, Sopron vmegyében, Ausztria szélén Sopronhoz 4 mfld. 602 kath. lak. Határa hegyes völgyes és sovány; van 419 h. urbéri szántóföldje, 48 h. rétje; a majorsági birtok nem tudatik. Spritczbach nevü patakja van. A helységtől nem meszsze áll egy nagyszerü várnak omladéka, 1772-ben égett le. Hajdan Eördög család birta; ugyan ezen vár alatt látható egy régi malom omladéka, mellyel az itteni németek maig is Teufelsmühlenek neveznek, végre egy másik emelkedettebb hegyen a Camaldulensisek zárdájának romjai lepik meg a vándort, mellynek főépületfalai még egészen, az egyes celláknak pedig alapjai láthatók; e ezen hely e vidéken legkiesb, hol sok utas gyönyörködve mulat. Birja a helységet h. Eszterházy."
Lánzsér az 1876. évi községrendezéskor végképpen elveszítette mezővárosi rangját, és ezután egyszerű kisközségként tartotta meg önállóságát egészen az 1971. évi községösszevonásokig, amikor Sopronszentmárton mezővároshoz csatolták.
A trianoni békeszerződésig Sopron vármegye Felsőpulyai járásához tartozott.

## Népessége
1910-ben 547, többségben német lakosa volt, jelentős magyar kisebbséggel. Ekkor mind a 102 lakóháza kőből vagy téglából épült.
2001-ben 285 lelket számlált.

## Nevezetességei
- A 12. századi vár jelentős romjai a 627 m magas Várhegyen már messziről láthatók. A vár ma Közép-Európa egyik legnagyobb várromja, romjaiban is impozáns. Az épület magját képező lakótorony a 13. század elején épült. A tornyot és az ahhoz csatlakozó késő gótikus udvart négy falgyűrű veszi körül. A külső védőfalat sokszögletű és kerek bástyákkal erősítették meg, a falak között árkok húzódnak. Az első várkapun az 1668-as évszám olvasható, a második és a harmadik kapu fölött torony emelkedik. A sokszögletű lakótorony nyugati fala 10 m vastag, keletről egy 15. századi gótikus lakószárny csatlakozott hozzá. Az utoljára épült felső várban látható a barokk szárny, benne a Szent. Miklós kápolnával. Az erődítményt három fal és két árok védte. A várrom 4 hétig volt a forgatási helyszíne az 1993-ban készült „A három testőr” amerikai-osztrák-angol kalandfilmnek.[3]
- A Klosterbergen az 1700-ban alapított kamalduli kolostor romjai láthatók. A falakat 1990-től konzerválták, a terepet megtisztították. 2003-ban az egykori Öregtorony teraszához csigalépcsőt építettek, ahonnan kelet és délkelet felé nyílik pompás kilátás a Fertő tóra és a Balaton körüli hegyekre.
- Szent Mihály tiszteletére szentelt római katolikus temploma 1800-ban épült, mai formáját az 1909-es átépítéssel nyerte el. Szószéke 1786-ban készült, eredetileg a sopronbánfalvi pálos templomban állt.

## Képgaléria

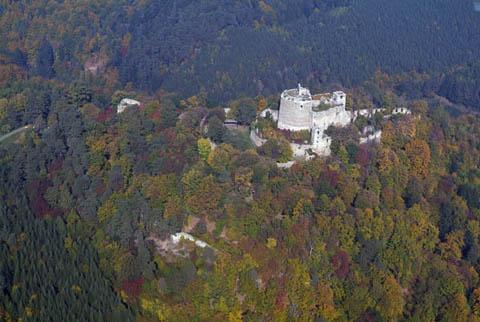
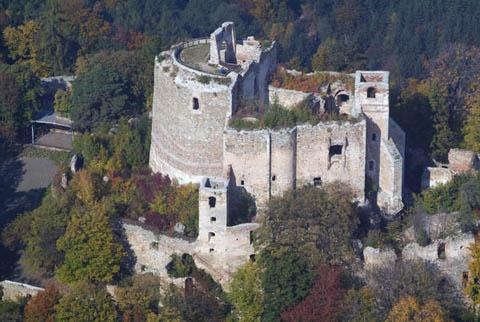
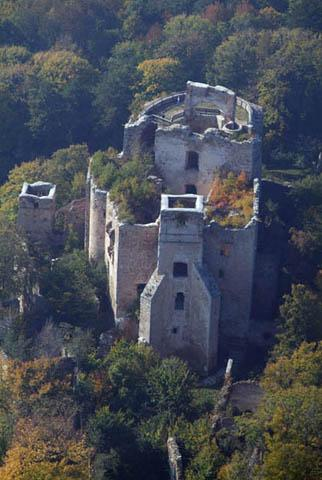
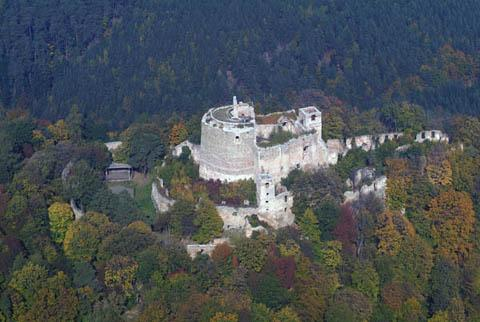
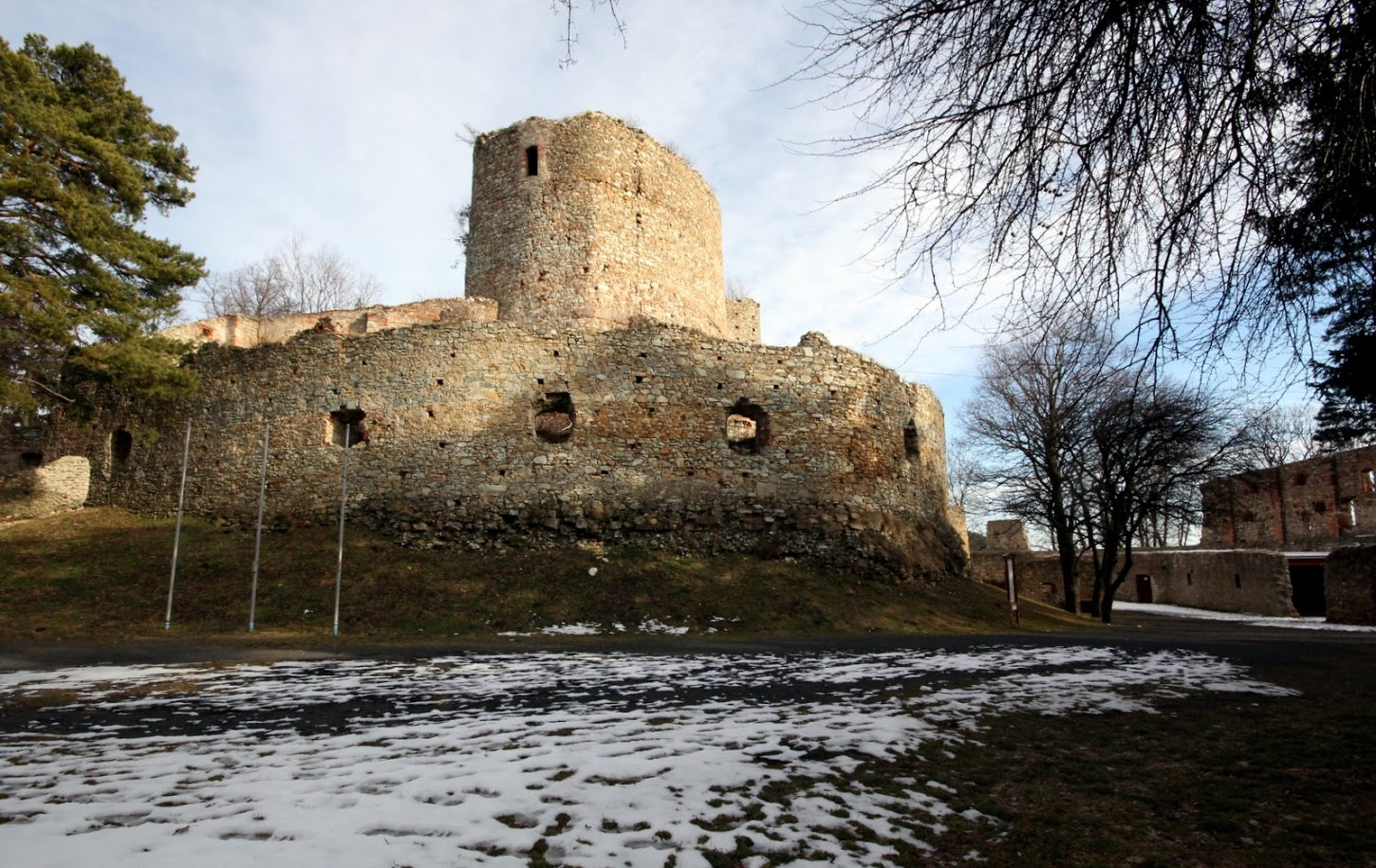
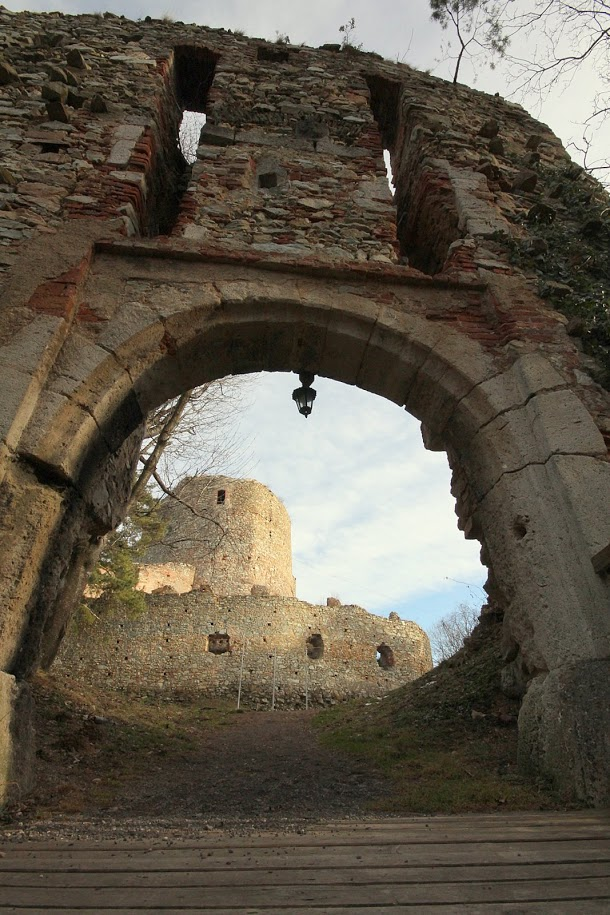